# تقویم انتخابات‌های فراملی ۲۰۱۶ میلادی
این نوشتار شامل انتخابات‌های فراملی در سال ۲۰۱۶ میلادی است.

## مه
- ۱۹ مه (۳۰ اردیبهشت ۱۳۹۵): پارلمان آمریکای مرکزی (پارلاسن)، انتخاب نمایندگان دومینکنی

## اکتبر
- شورای امنیت سازمان ملل متحد، انتخاب پنج عضو غیردائم علی‌البدل

## نوامبر
- ۶ نوامبر (۱۶ آبان ۱۳۹۵): پارلمان آمریکای مرکزی (پارلاسن)، انتخاب نمایندگان نیکاراگوایی